# Neon Genesis Evangelion (игровой фильм)
Neon Genesis Evangelion — проект игрового фильма по мотивам аниме-сериала «Евангелион». Был анонсирован в мае 2003 года. Разрабатывался студиями Gainax, ADV и Weta Workshop. О производстве нет никаких сведений после 2011 года. Дата выхода неизвестна.

## Содержание
О содержании фильма было заявлено что он будет пересказывать сюжет оригинального сериала. В то же время нерешённым остался вопрос, будет ли фильм охватывать всю историю рассказанную в оригинальном сериале или же только её начало. Так как Джон Лэдфорд, один из основателей ADV, понимал важность мнения фанатов для успешного показа фильма, два фаната «Евангелиона» работающие в его компании были вовлечены в процесс разработки. После этого Ричард Тейлор, один из основателей Weta Workshop дважды в неделю отправлял им наброски стофутовых роботов и тому подобного и консультировался насколько подобный дизайн будет уместен во вселенной «Евангелиона».
В январе 2004 года в интернете появилась серия черновых изображений к фильму. И изображения Ев, и изображения штаб-квартиры Nerv были близки к тому, как они были нарисованы в оригинальном сериале. Однако, первое что шокировало знакомых с оригиналом людей — изменение имен персонажей, на западный манер. Рей Аянами превратилась в «Ray», Аска Лэнгли Сорью в «Kate Rose», а Мисато Кацураги в «Susan Whitnall». Таким образом пропали все указания на то, что персонажи являются японцами. Но так как это лишь черновики, это не означало, что данные имена попали бы в окончательный вариант сценария.
Актёрский состав фильма не был определен. Вскоре после анонса фильма ходили слухи, что роль Синдзи Икари сыграет Дэниел Рэдклифф, ранее сыгравший роль Гарри Поттера.

## История проекта
20 мая 2003 года на Каннском кинофестивале было анонсировано, что компании Gainax, Weta Workshop, и ADV начали совместный проект по созданию игрового фильма по мотивам аниме-сериала «Евангелион». Президент Джон Ледфорд заявлял по этому поводу что комбинация качества работы Gainax, возможностей Weta Workshop в создании спецэффектов и способностей ADV в продвижении аниме и связанной с ним продукции на рынок предоставляет проекту шанс, который выпадает раз в жизни. В то же время, несмотря на то что фильм находился на самой ранней стадии разработки, Ледфорд заявил, что работа будет идти по агрессивному графику.
Вскоре после анонса фильма ADV официально подтвердили на пресс-конференции, что компания действительно получила права на создание игрового фильма и приступила к работе. Предполагалось, что съёмки частично пройдут в Новой Зеландии. В июне 2003 года было заявлено что бюджет предстоящего фильма составит 100 миллионов долларов, и к июлю 2005 года было собрано около половины из 100—120 миллионов, в которые Ледфорд оценивал бюджет предстоящего фильма. Тем не менее, несмотря на ранние заявления о приобретении прав, в августе 2011 года они стали предметом судебного иска ADV против Gainax. Как утверждали истцы, в мае 2003 года они заключили соглашение о получении прав на выпуск минимум трёх игровых фильмов, пяти телевизионных программ и трёх видеоизданий. Теперь же Gainax отказывался подтвердить получение ADV вышеназванных прав и исполнять взятые на себя обязательства. 17 февраля 2010 года японским партнёрам поступило 100 тысяч долларов, которые они не вернули. В Gainax утверждали, что имели право вето на финансирование, если сочтут его неприемлемым. Таким образом, по их утверждению, оплата была недействительной, и ADV осталась ни с чем.
В 2005 году Weta Workshop выложила на своем сайте арт по предстоящему фильму с признанием задержки его выхода и выражением надежды на то, что в ближайшем будущем компания сможет насладиться работой над фильмом. В следующем году ADV подтвердили, что подготовка к съёмкам фильма всё ещё активна. Более того, студия ведёт переговоры с тремя известными директорами о их руководстве над съёмками фильма. В 2009 году Мэтт Гринфилд заявил, что есть подвижки с выпуском, однако, признал, что ничего большего он сказать не в состоянии. В 2010 году продюсер Джозеф Чоу отметил, что работа над фильмом всё ещё остаётся в активной фазе. По его утверждению, накопилось много работы с бумагами, но он надеется, что с окончанием этой работы фильм стартует уже в следующем году. Кроме того, ADV не теряла интереса к фильму, а наоборот, накопила значительные средства для его создания. Задержка же выхода фильма вызвана обвалом аниме-рынка.
Хотя слухи распространялись, но Тиффани Грант, которая озвучила Аску в английском дубляже, сказала, что «Всё это было чушью. У них не было рабочего сценария. Как вы собираетесь сниматься? Это было в чьих-то больных мечтах». Японские продюсеры оставались непреклонными в отношении возраста детей-пилотов — 14 лет.
В 2013 году Гильермо дель Торо выпустил «Тихоокеанский рубеж», который был вдохновлён идеями «Евангелиона» и заставил фанатов ещё больше стремиться увидеть сражения Ев и ангелов в кино.
В 2014 году все права на франшизу «Евангелион» перешли от Gainax к Studio Khara, которая не планирует экранизацию. Из-за этого создание игрового фильма маловероятно.

## Отзывы
После того, как участие Weta Workshop в проекте стало известным, компания получила множество писем. По признанию Тейлора, писем о экранизации «Евангелиона» было в 25 раз больше, чем писем, касающихся экранизации «Властелина Колец». Однако рецензент IGN отметил, что всегда с подозрением относился к попыткам Голливуда сделать ремейк аниме. Американцы не производят большого числа фильмов столь же глубоких и запутанных, как «Евангелион». Кроме того, подобные произведения не особо привлекательны для жителей Северной Америки. Но если Gainax удержит историю и визуальный ряд в рамках оригинала, в итоге может получиться неплохой фильм. В 2009 году сайт IGN включил фильм по «Евангелиону» в десяток желаемых экранизаций аниме.
По мнению Ричарда Тейлора, техническая сторона не составляет проблемы, но затруднительно уместить в одном фильме весь драматизм и псевдорелигиозный подтекст оригинала. Тем не менее, с правильным режиссёром, в итоге должен получиться прекрасный фильм.
Сам же создатель франшизы отнёсся к этому довольно прохладно:
| «Евангелион» задумывался как анимация. Было бы трудно выразить его в игровом действии. Персонажи в аниме — идеализированные люди. Анимация хороша для такого выражения, потому что каждый герой символичен. Но когда актёры играют этих персонажей, это кажется фальшивым. Вы видите лицо актёра и думаете: «Он ни за что не подходит для роли». — Хидэаки Анно |